# Championnat du monde féminin de hockey sur glace 2020
Navigation
Championnat du monde 2019 Championnat du monde 2021
Le Championnat du monde féminin de hockey sur glace 2020 devait être la 21e édition de la division élite organisée par la Fédération internationale de hockey sur glace (IIHF). Elle devait avoir lieu au Canada, dans les villes d'Halifax et de Truro du 31 mars au 10 avril 2020, les cinq divisions inférieures étant disputées indépendamment du groupe Élite.
En raison de la Pandémie de Covid-19, la Fédération internationale de hockey sur glace annonce l'annulation du Championnat du monde féminin Élite, de la Division IA, de la Division IB et de la Division IIA ,.
En conséquence, le classement de l'IIHF publié en avril 2020 et permettant de positionner les différentes nations en vue des qualifications pour les jeux olympiques de 2022 est calculé différemment pour les équipes n'ayant pas pu jouer. Les points sont attribués à chaque nation en fonction de leur position lors de la sélection au championnat du monde (et non pas en fonction des résultats lors du tournoi) .

## Format de la compétition
Le Championnat du monde féminin de hockey sur glace est un ensemble de plusieurs tournois regroupant les nations en fonction de leur niveau. Les meilleures équipes disputent le titre dans la Division Élite.
Les 10 équipes de la Division Élite sont réparties en deux groupes de 5 : les mieux classées dans le groupe A et les autres dans le groupe B. Chaque groupe est disputé sous la forme d'un championnat à matches simples. Les 5 équipes du groupe A sont qualifiés d'office pour les quarts de finale, de même que les 3 premiers du groupe B. Les 2 derniers du groupe B sont relégués en division inférieure lors de l'édition 2020.
Pour les autres divisions qui comptent 6 équipes, les équipes s’affrontent entre elles et, à l'issue de cette compétition, le premier est promu dans la division supérieure et le dernier est relégué dans la division inférieure, sauf dans la Division III où il n'y a pas de relégation.
Lors des phases de poule, les points sont attribués ainsi :
- 3 points pour une victoire dans le temps réglementaire ;
- 2 points pour une victoire en prolongation ou aux tirs de fusillade ;
- 1 point pour une défaite en prolongation ou aux tirs de fusillade ;
- 0 point pour une défaite dans le temps réglementaire.

## Division Élite
En octobre 2018, la Fédération internationale de hockey sur glace a attribué le championnat du monde féminin de 2020 aux deux villes canadiennes de Halifax et Truro, permettant un retour du championnat féminin en Nouvelle-Écosse après l'édition de 2004 ,. L'organisation a été confiée à la fédération canadienne.
En raison de la pandémie de Covid-19 et après l'annulation des compétitions du mois de mars 2020, la Fédération internationale de hockey sur glace annonce l'annulation du Championnat du monde féminin Élite et de celui de Division IA.
Les 10 équipes qui devaient participer à cette compétition étaient : 
- Allemagne
- Canada
- Danemark
- États-Unis
- Finlande
- Hongrie
- Japon
- Tchéquie
- Russie
- Suisse

Dans le même communiqué, l'IIHF indique que le Championnat du monde 2021 aura lieu au même endroit que l'édition annulée, soit à Halifax et Truro.

## Autres divisions

### Division IA
La compétition devait se dérouler du 12 au 18 avril 2020 à Angers en France.
En raison de la pandémie de Covid-19 et après l'annulation des compétitions du mois de mars 2020, la Fédération internationale de hockey sur glace annonce l'annulation du Championnat du monde féminin Élite et de celui de Division IA.
Les équipes qui devaient participer à ce tournoi étaient : 
- Suède (R)
- France (R)
- Norvège
- Autriche
- Slovaquie
- Pays-Bas (P)

### Division IB
La compétition devait se dérouler du 23 mars au 3 avril 2020 à Katowice en Pologne.
Elle a été annulée en raison de la pandémie de Covid-19. Les équipes suivantes devaient participer :
- Italie (R)
- Corée du Sud
- Pologne
- Chine
- Kazakhstan
- Slovénie (P)

### Division IIA
La compétition devait se dérouler du 29 mars au 4 avril 2020 à Jaca en Espagne.
Elle a été annulée en raison de la pandémie de Covid-19. Les équipes suivantes devaient participer :
- Lettonie (R)
- Grande-Bretagne
- Espagne
- Mexique
- Corée du Nord
- Taipei chinois (P)

### Division IIB
La compétition se déroule du 23 au 29 février 2020 à Akureyri en Islande.
Légende :
- promu en Division IIA en 2021
- relégué en Division Q IIB en 2021
- P : Prolongation
- F : Tirs de fusillade

Pour les significations des abréviations, voir statistiques du hockey sur glace.
| Clt   | Équipe           | PJ | V | VP | D | DP | BP | BC | Diff | Pts |
| ----- | ---------------- | -- | - | -- | - | -- | -- | -- | ---- | --- |
| +001, | Australie (R)    | 5  | 5 | 0  | 0 | 0  | 39 | 4  | +35  | 15  |
| +002, | Islande          | 5  | 4 | 0  | 1 | 0  | 25 | 7  | +18  | 12  |
| +003, | Nouvelle-Zélande | 5  | 3 | 0  | 2 | 0  | 20 | 16 | +4   | 9   |
| +004, | Turquie          | 5  | 1 | 1  | 3 | 0  | 10 | 14 | -4   | 5   |
| +005, | Croatie          | 5  | 0 | 1  | 4 | 0  | 5  | 39 | -34  | 2   |
| +006, | Ukraine (P)      | 5  | 0 | 0  | 3 | 2  | 7  | 26 | -19  | 2   |

| 23 février | Ukraine          | 2   | 3 P | Turquie          |
| 23 février | Nouvelle-Zélande | 11  | 1   | Croatie          |
| 23 février | Islande          | 1   | 6   | Australie        |
| 24 février | Croatie          | 2 F | 1   | Ukraine          |
| 24 février | Australie        | 2   | 1   | Turquie          |
| 24 février | Nouvelle-Zélande | 1   | 4   | Islande          |
| 26 février | Australie        | 15  | 0   | Croatie          |
| 26 février | Nouvelle-Zélande | 5   | 3   | Ukraine          |
| 26 février | Islande          | 6   | 0   | Turquie          |
| 27 février | Ukraine          | 1   | 9   | Australie        |
| 27 février | Turquie          | 1   | 2   | Nouvelle-Zélande |
| 27 février | Croatie          | 0   | 7   | Islande          |
| 29 février | Turquie          | 5   | 2   | Croatie          |
| 29 février | Australie        | 7   | 1   | Nouvelle-Zélande |
| 29 février | Islande          | 7   | 0   | Ukraine          |

### Division III
La compétition se déroule du 4 au 10 décembre 2019 à Sofia en Bulgarie.
Légende :
- promu en Division IIB en 2021
- P : Prolongation

Pour les significations des abréviations, voir statistiques du hockey sur glace.
| Clt   | Équipe         | PJ | V | VP | D | DP | BP | BC | Diff | Pts |
| ----- | -------------- | -- | - | -- | - | -- | -- | -- | ---- | --- |
| +001, | Afrique du Sud | 5  | 4 | 0  | 1 | 0  | 16 | 18 | -2   | 12  |
| +002, | Belgique       | 5  | 3 | 0  | 2 | 0  | 22 | 13 | +9   | 9   |
| +003, | Roumanie (R)   | 5  | 2 | 1  | 1 | 1  | 22 | 15 | +7   | 9   |
| +004, | Bulgarie       | 5  | 2 | 1  | 2 | 0  | 14 | 10 | +4   | 8   |
| +005, | Lituanie       | 5  | 2 | 0  | 3 | 0  | 13 | 14 | -1   | 6   |
| +006, | Hong Kong      | 5  | 0 | 0  | 4 | 1  | 4  | 21 | -17  | 1   |

| 4 décembre  | Afrique du Sud | 4   | 11  | Roumanie       |
| 4 décembre  | Lituanie       | 4   | 1   | Hong Kong      |
| 4 décembre  | Belgique       | 4   | 2   | Bulgarie       |
| 5 décembre  | Roumanie       | 2 P | 1   | Hong Kong      |
| 5 décembre  | Belgique       | 3   | 4   | Afrique du Sud |
| 5 décembre  | Bulgarie       | 2   | 1   | Lituanie       |
| 7 décembre  | Belgique       | 3   | 4   | Lituanie       |
| 7 décembre  | Afrique du Sud | 2   | 1   | Hong Kong      |
| 7 décembre  | Roumanie       | 3   | 4 P | Bulgarie       |
| 8 décembre  | Hong Kong      | 1   | 8   | Belgique       |
| 8 décembre  | Lituanie       | 2   | 4   | Roumanie       |
| 8 décembre  | Bulgarie       | 1   | 2   | Afrique du Sud |
| 10 décembre | Afrique du Sud | 4   | 2   | Lituanie       |
| 10 décembre | Hong Kong      | 0   | 5   | Bulgarie       |
| 10 décembre | Roumanie       | 2   | 4   | Belgique       |